# Ferenc Tóth
Ferenc Tóth (Seghedino, 8 febbraio 1909 – Budapest, 26 febbraio 1981) è stato un lottatore ungherese, specializzato nello stile greco-romano e libero. Rappresentò l'Ungheria ai Giochi olimpici estivi di Berlino 1936 e Londra 1948, vincendo la medaglia di bronzo nel torneo di lotta greco-romana pesi piuma nell'edizione britannica.

## Palmarès
- Giochi olimpici

Londra 1948: bronzo nella lotta greco-romana pesi piuma.
- Europei

Parigi 1933: oro nella lotta libera -61;
Roma 1934: argento nella lotta greco-romana -61 kg;
Stoccolma 1934: bronzo nella lotta libera -61;
Bruzzelles 1935: argento nella lotta libera -61;
Monaco di Baviera 1937: oro nella lotta libera -61;
Oslo 1939: bronzo nella lotta greco-romana -61 kg;
Praga 1947: bronzo nella lotta greco-romana -62 kg